# Los Reyes, Acaxochitlán
Los Reyes är en ort i Mexiko.   Den ligger i kommunen Acaxochitlán och delstaten Hidalgo, i den sydöstra delen av landet, 130 km nordost om huvudstaden Mexico City. Los Reyes ligger 2 262 meter över havet och antalet invånare är 3 681.
Terrängen runt Los Reyes är varierad. Runt Los Reyes är det ganska tätbefolkat, med 239 invånare per kvadratkilometer. Närmaste större samhälle är Huauchinango, 11,6 km öster om Los Reyes. I omgivningarna runt Los Reyes växer i huvudsak blandskog.